# Club Baloncesto Breogán 2023-2024
Questa voce raccoglie le informazioni riguardanti il Club Baloncesto Breogán nelle competizioni ufficiali della stagione 2023-2024.

## Stagione
La stagione 2023-2024 del Club Baloncesto Breogán è la 27ª nel massimo campionato spagnolo di pallacanestro, la Liga ACB.

## Roster
Aggiornato al 31 dicembre 2024.
| Rio Breogán 2023-24 | Rio Breogán 2023-24 |
| Giocatori           | Staff tecnico       |
| ------------------- | ------------------- |

| N. | Naz.                                        | Ruolo | Nome                     | Anno | Alt.   | Peso   |  |
| -- | ------------------------------------------- | ----- | ------------------------ | ---- | ------ | ------ |  |
| 1  | Stati Uniti (bandiera)                      | A     | Justin Anderson          | 1993 | 198 cm | 104 kg |  |
| 2  | Svizzera (bandiera)                         | AP    | Anthony Polite           | 1997 | 198 cm | 97 kg  |  |
| 5  | Stati Uniti (bandiera)                      | P     | Justin Robinson          | 1997 | 185 cm | 88 kg  |  |
| 6  | Croazia (bandiera)                          | AG    | Matej Rudan              | 2001 | 208 cm | 105 kg |  |
| 7  | Grecia (bandiera)                           | C     | Dīmītrīs Agravanīs       | 1994 | 208 cm | 116 kg |  |
| 7  | Stati Uniti (bandiera)                      | G     | Ben McLemore             | 1993 | 194 cm | 88 kg  |  |
| 8  | Lituania (bandiera)                         | AP    | Matas Jogėla             | 1998 | 201 cm | 90 kg  |  |
| 9  | Serbia (bandiera)                           | GA    | Stefan Momirov           | 1999 | 198 cm | 87 kg  |  |
| 10 | Spagna (bandiera)                           | P     | Sergi García             | 1997 | 193 cm | 82 kg  |  |
| 14 | Spagna (bandiera)                           | G     | Albert Ventura           | 1992 | 192 cm | 91 kg  |  |
| 18 | RD del Congo (bandiera) · Spagna (bandiera) | C     | Jordan Sakho             | 1997 | 207 cm | 105 kg |  |
| 19 | Lituania (bandiera)                         | C     | Martynas Sajus           | 1996 | 208 cm | 110 kg |  |
| 21 | Argentina (bandiera) · Spagna (bandiera)    | C     | Juan Francisco Fernández | 2002 | 210 cm | 99 kg  |  |
| 23 | Spagna (bandiera)                           | PG    | Erik Quintela            | 1991 | 184 cm | 80 kg  |  |
| 31 | Slovenia (bandiera)                         | P     | Žan Mark Šiško           | 1997 | 191 cm | 89 kg  |  |
| 32 | Stati Uniti (bandiera)                      | G     | Rob Gray                 | 1994 | 186 cm | 84 kg  |  |
| 33 | Stati Uniti (bandiera) · Georgia (bandiera) | P     | Conner Frankamp          | 1995 | 185 cm | 77 kg  |  |
| 35 | Senegal (bandiera) · Italia (bandiera)      | C     | Mouhamet Diouf           | 2001 | 208 cm | 105 kg |  |
| 42 | Spagna (bandiera)                           | P     | Sergi Quintela (C)       | 1996 | 185 cm | 76 kg  |  |
| 99 | Croazia (bandiera)                          | AG    | Toni Nakić               | 1999 | 202 cm | 89 kg  |  |

| Allenatore                                                                                      |
| - Veljko Mršić                                                                                  |
| Assistente/i                                                                                    |
| - Enrique Fernández - Fernán Varela Legenda - (C) Capitano - (IN) Inattivo - Infortunato Roster |

## Mercato

### Sessione estiva
| Acquisti | Acquisti                 | Acquisti          | Acquisti   | Acquisti |
| R.a      | Nome                     | da                | Modalità   |          |
| -------- | ------------------------ | ----------------- | ---------- | -------- |
| P        | Žan Mark Šiško           | Bayern Monaco     | svincolato |          |
| G        | Albert Ventura           | Joventut Badalona | svincolato |          |
| AP       | Matas Jogėla             | Neptūnas Klaipėda | svincolato |          |
| AP       | Anthony Polite           | Amburgo Towers    | svincolato |          |
| AG       | Matej Rudan              | Bayern Monaco     | prestito   |          |
| C        | Dīmītrīs Agravanīs       | Panathīnaïkos     | svincolato |          |
| C        | Mouhamet Diouf           | Pall. Reggiana    | svincolato |          |
| C        | Juan Francisco Fernández | Fuenlabrada       | svincolato |          |
| C        | Martynas Sajus           | T. Büyükçekmece   | svincolato |          |

| Cessioni | Cessioni          | Cessioni          | Cessioni       | Cessioni |
| R.       | Nome              | a                 | Modalità       |          |
| -------- | ----------------- | ----------------- | -------------- | -------- |
| P        | Justus Hollatz    | Cedevita Olimpija | fine contratto |          |
| G        | Scott Bamforth    | V.L. Pesaro       | fine contratto |          |
| G        | Nemanja Nenadić   | Limoges CSP       | fine contratto |          |
| AG       | Marko Luković     | Maroussi          | fine contratto |          |
| AG       | Nikola Tanasković | Igokea            | fine contratto |          |
| C        | Víctor Arteaga    | Minorca           | fine contratto |          |
| C        | Luka Brajkovic    | Kolossos Rodi     | fine contratto |          |
| C        | Ethan Happ        | Gran Canaria      | fine contratto |          |

### Dopo l'inizio della stagione
| Acquisti | Acquisti        | Acquisti        | Acquisti         | Acquisti   |
| R.       | Nome            | da              | Data             | Modalità   |
| -------- | --------------- | --------------- | ---------------- | ---------- |
| P        | Conner Frankamp | Free agent      | 8 ottobre 2023   | svincolato |
| A        | Justin Anderson | F.W. Mad Ants   | 25 ottobre 2023  | svincolato |
| G        | Ben McLemore    | AEK Atene       | 22 dicembre 2023 | svincolato |
| C        | Jordan Sakho    | Murcia          | 16 gennaio 2024  | svincolato |
| G        | Rob Gray        | Prometej        | 9 febbraio 2024  | svincolato |
| P        | Justin Robinson | Illawarra Hawks | 20 marzo 2024    | svincolato |

| Cessioni | Cessioni           | Cessioni   | Cessioni          | Cessioni    |
| R.       | Nome               | a          | Data              | Modalità    |
| -------- | ------------------ | ---------- | ----------------- | ----------- |
| P        | Žan Mark Šiško     | Free agent | 27 settembre 2023 | rescissione |
| C        | Dīmītrīs Agravanīs | Free agent | 11 ottobre 2023   | rescissione |
| A        | Justin Anderson    | Valencia   | 24 dicembre 2023  | rescissione |
| P        | Conner Frankamp    | Palencia   | 8 gennaio 2024    | rescissione |
| G        | Albert Ventura     | Free agent | 12 febbraio 2024  | rescissione |
| G        | Rob Gray           | Free agent | 12 marzo 2024     | rescissione |